# 杉林溪客運
杉林溪遊樂事業股份有限公司（簡稱：杉林溪客運）為公路客運事業部門與其所經營的公路客運事業品牌。杉林溪遊樂事業股份有限公司為杉林溪森林生態渡假園區的經營業者，同時並經營臺中干城、溪頭自然教育園區與杉林溪森林生態渡假園區之間的公路客運路線，其公路客運事業部門即為杉林溪客運，杉林溪客運同時也作為公路客運事業品牌稱呼。
杉林溪客運的前身溪阿客運，為溪頭阿里山公路開發股份有限公司的公路客運事業部門與其所經營的公路客運事業品牌。溪頭阿里山公路開發股份有限公司為杉林溪遊樂事業股份有限公司的子公司，於2005年末與母公司杉林溪遊樂事業股份有限公司合併，溪頭阿里山公路開發股份有限公司為被解散公司，原經營的公路客運路線也由杉林溪遊樂事業股份有限公司接手經營。

## 經營路線
自2005年末，經營杉林溪森林生態渡假園區的杉林溪遊樂事業股份有限公司，接手溪頭阿里山公路開發股份有限公司所經營的公路客運業務。目前營運一條路線：
- 6277 杉林溪－溪頭

皆可使用一卡通・悠遊卡

### 曾經營路線
- 6871 台中－杉林溪（經南投、鹿谷）

曾由杉林溪客運、台中客運、員林客運聯營，後由於缺工申請於2024年5月1日停駛。

## 外部連結
- 杉林溪森林生態渡假園區 （页面存档备份，存于）